# Дарвен (футбольный клуб)
Футбольный клуб «Дарве́н» (англ. A.F.C. Darwen) — английский футбольный клуб из города Даруэн (Блэкберн-уит-Даруэн, графство Ланкашир). Клуб был образован в 2009 в качестве клуба преемника «Дарвена». В настоящее время выступает в Премьер дивизионе Лиги северо-западных графств Англии, на девятом уровне в системе футбольных лиг Англии.

## Достижения
- Лига северо-западных графств
  - Кубок первого дивизиона - Победитель 2014/15
- Martin Vizzard Memorial Trophy
  - Победитель 2016